# Фромм-Райхман, Фрида
Фрида Фромм-Райхман (нем. Frieda Fromm-Reichmann, в девичестве — Райхман; 23 октября 1889, Карлсруэ, Великое герцогство Баден — 28 апреля 1957, Роквилл, Мэриленд, США) — немецкий и американский врач, психоаналитик и психотерапевт. Доктор медицины (1914). Дистанцировалась от биологических концепций либидо и подчеркивала роль индивидуального опыта. Поддерживала реформистские течения в психоанализе. Пионер в аналитически ориентированной психотерапии психозов и представитель неопсихоанализа. Содействовала формированию неофрейдизма. Первая супруга Эриха Фромма. Её двоюродной сестрой была Эстер Маркс, супруга друга Фромма — писателя Шмуэля Йосефа Агнона.
Техники Фриды Фромм-Райхман не утратили своего значения. Негативные последствия имело широкое распространение её взглядов о «шизофреногенной матери» (schizophrenogenic mother).

## Биография
Родилась 23 октября 1889 года в городе Карлсруэ, столице Великого герцогства Баден, в ортодоксальной еврейской семье. Отец — банкир Альфред Райхман (Alfred Reichmann), мать — Клара Сара Райхман (в девичестве — Симон, Klara Sara Simon).
В 1895 году семья переехала в Кёнигсберг. Фрида Райхман окончила медицинский факультет Кёнигсбергского университета в 1911 году. В 1914 году защитила диссертацию под руководством Курта Гольдштейна. Работа была посвящена расстройствам зрения при шизофрении. Получила степень доктора медицины по неврологии.
В 1918—1920 гг. была ассистенткой Курта Гольдштейна, в 1920—1923 гг. — Иоганна Генриха Шульца. В 1922—1923 гг. стажировалась у Эмиля Крепелина.
В 1923 году училась психоанализу в Берлинском психоаналитическом институте у Ганса Закса.
Познакомилась с Эрихом Фроммом. В 1924 году вместе с ним открыла пансионат «Терапойтикум» в Гейдельберге и начала практиковать психоанализ. Под её влиянием Эрих Фромм занялся клинической практикой психоанализа. Стала первым психоаналитиком Фромма. Вышла за Эриха Фромма замуж 16 июня 1926 года. Вместе супруги прожили четыре года, разошлись в 1931 году. В 1940 году в США оформила развод с Эрихом Фроммом, но оставила двойную фамилию.
После прихода национал-социалистов к власти в 1933 году бежала из Франкфурта-на-Майне в Эльзас-Лотарингию, затем в Палестину. Эмигрировала в США в 1935 году.
С 1935 года, в течение 22 лет работала психоаналитиком в психиатрической клинике Честнат Лодж в Роквилле в штате Мэриленд. Занималась лечением шизофрении, исследовала невербальные аспекты коммуникации (в том числе трансфер) и вела педагогическую работу. Среди её коллег был Гарольд Сирлс в 1949—1951 гг. Среди её пациенток 4 года была Джоанн Гринберг, автор автобиографического романа «Я никогда не обещала вам розового сада», опубликованного под псевдонимом Ханна Грин в 1964 году. Общий тираж романа составил 10 млн экземпляров. Роман был экранизирован в 1977 году. Фрида Фромм-Райхман в романе изображена под именем доктора Клары Фрид (Dr. Clara Fried), которая лечила главную героиню, 16-летнюю девушку Дебору Блау (Deborah Blau). В фильме доктора Фрид сыграла Биби Андерссон. В 1967 году Гринберг получила награду имени Фриды Фромм-Райхман (Frieda Fromm-Reichmann Award) от Американской академии психоанализа — единственный случай, когда этой премии был удостоен не специалист в области психиатрии. Кантри-певица Линн Андерсон написала популярную песню Rose Garden, за которую получила в 1971 году премию «Грэмми».
У неё была способность принимать и помогать людям с большим талантом. «Я называла их моими жертвами», — говорила она. Среди них были Курт Гольдштейн, Георг Гродек, Эрих Фромм и Гарри Стек Салливан.
В последние годы страдала от наследственной формы глухоты. Умерла 28 апреля 1957 года от сердечного приступа в своём доме в Честнат Лодж в Роквилле в штате Мэриленд.

## Одиночество
Фрида Фромм-Райхман провела практическое исследование того, как одиночество влияет на людей, на группе больных шизофренией. В 1959 году, после её смерти было опубликовано эссе «Одиночество» (Loneliness), оставленное автором в черновом варианте и завершённое Вирджинией Гунст (Virginia K. Gunst) и редакцией журнала Psychiatry.

## Сочинения
Автор книг «Философия безумия» (Philosophy of insanity, 1947), «Принципы интенсивной психотерапии» (Principles of intensive psychotherapy, 1950) и других. Посмертно опубликован сборник избранных сочинений «Психоанализ и психотерапия» (Psychoanalysis und psychotherapy, 1959) под редакцией доктора Декстера Булларда (Dexter Means Bullard, Sr., 1898–1981), владельца и директора психиатрической клиники Честнат Лодж.

## Память
Гейл Хорнштейн в 2000 году опубликовала биографию Фриды Фромм-Райхман To Redeem One Person is to Redeem the World: The Life of Frieda Fromm-Reichmann.

## Награды
В 1952 году получила премию имени Адольфа Майера (Adolf Meyer Award) от Association for the Improvement of Mental Hospitals.